# CDK Technologies
Pour les articles homonymes, voir CDK.

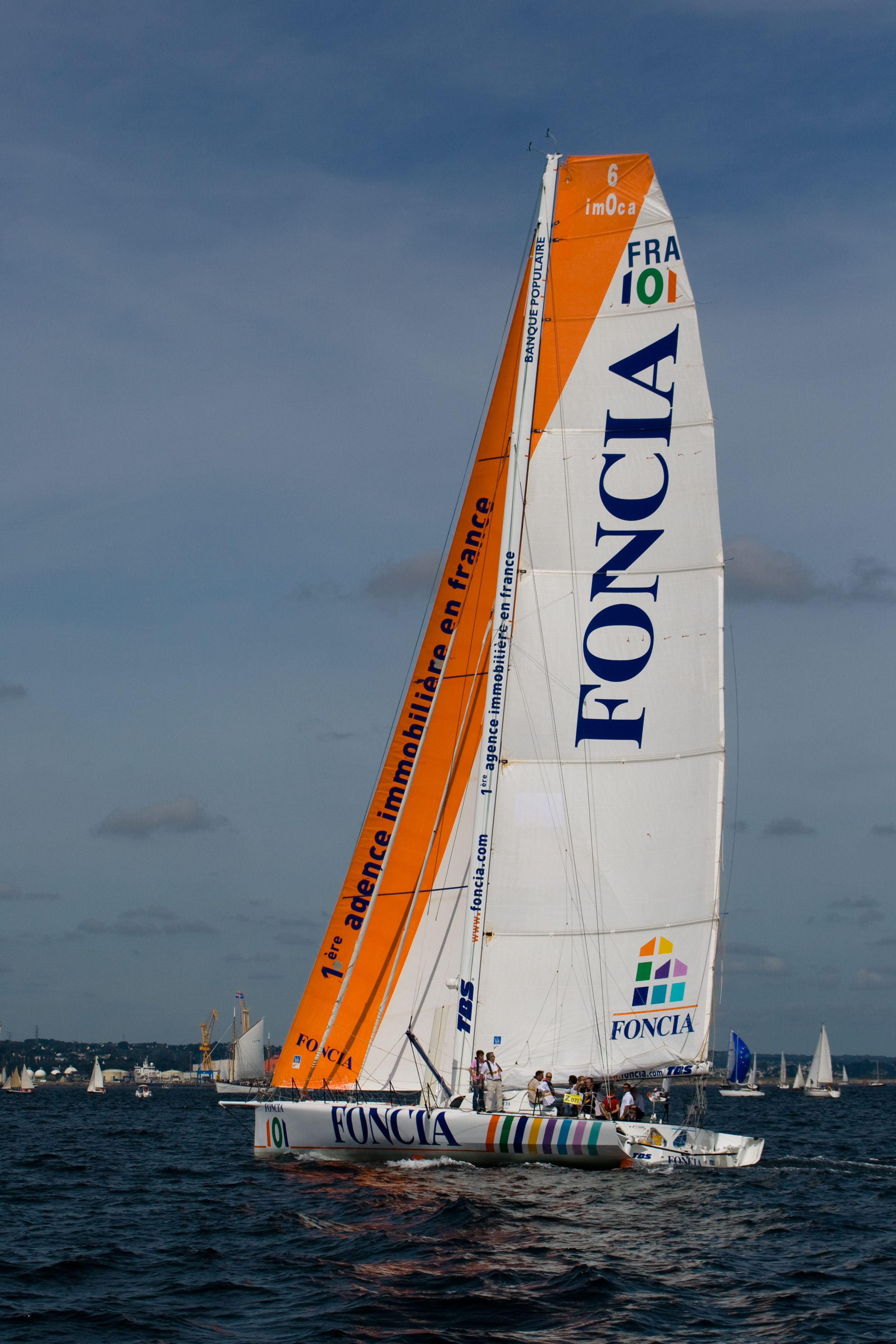
Monocoque Foncia de 2007

CDK Technologies est un chantier naval situé à Port-la-Forêt et Lorient (France). Créé en 1984, il est spécialisé dans la construction de voiliers prototypes pour la course au large. Plusieurs de ses productions ont notamment remporté le Vendée Globe.

## Historique
CDK Technologies a été créé en 1984 par Hubert Desjoyeaux, Jean Le Cam, Gaëtan Gouerou et l'architecte Marc Van Peteghem,. Les lettres CDK (comme « c'est-des-cas ») du sigle font référence aux initiales du nom des Chantiers de Kerleven créés un quart de siècle plus tôt par les parents d'Hubert et Michel Desjoyeaux.

## Principales réalisations
Parmi les réalisations de l'entreprise, on compte des multicoques Formules 40 (catamarans de 12 mètres) dans les années quatre-vingt mais aussi le trimaran Poulain d'Olivier de Kersauson, Foncia (2007), le monocoque avec lequel Michel Desjoyeaux a remporté le Vendée Globe 2008-2009 et Maxi Banque Populaire V, voilier conçu pour les records en équipage.
Et Macif (IMOCA), mis à l'eau le 16 août 2011, vainqueur du Vendée Globe 2012-2013 skippé par François Gabart.